# 토마스땃쥐텐렉
토마스땃쥐텐렉(Microgale thomasi)은 텐렉과에 속하는 포유류의 일종이다. 마다가스카르섬의 토착종이다. 자연 서식지는 아열대 또는 열대 기후 지역의 저지대 습지 숲이다. 서식지 감소때문에 멸종 위험에 놓여 있다.